# Трщина
Трщина (словен. Trščina) — поселення в общині Севниця, Споднєпосавський регіон, Словенія. Висота над рівнем моря: 58 м.